# Odweyne
Odweyne (o Oodweyne) è un centro abitato della Somalia, situato nella regione del Tug Dair.